# Phoenicococcus marlatti
La cocciniglia incerata della palma da dattero (Phoenicococcus marlatti Cockerell, 1899) è un insetto appartenente all'ordine dei Rincoti Omotteri, superfamiglia Coccoidea. È l'unica specie del genere Phoenicococcus Cockerell e della famiglia Phenicococcidae Stickney. In altre lingue il nome comune richiama il colore rossastro del corpo (red date palm scale in inglese, cochinilla roja de la palmera in spagnolo, cochenille rouge du dattier in lingua francese).

## Descrizione
La femmina ha il corpo di forma ovoidale e non fortemente convessa, lungo circa 1,5 mm, con dorso appiattito e ventre invaginato lungo la linea longitudinale mediana, di colore rossastro. Malgrado i caratteri fortemente neotenici, questa specie non produce lo scudetto protettivo ma solo un ammasso ceroso di colore biancastro che si fonde con le secrezioni cerose degli individui adiacenti.
Le antenne sono ridotte a tubercoli uniarticolati e gli occhi e le zampe sono assenti. Il tegumento è disseminato di papille, lungo il margine, e di dotti escretori ceripari a forma di otto. L'apertura anale è circondata da un anello sclerificato provvisto di due sole setole.
Il maschio ha un corpo lungo circa mezzo millimetro, è attero, con zampe ben sviluppate e antenne di 7 articoli, ed è privo di secrezioni ceripare. L'addome si prolunga posteriormente con l'organo copulatore, sottile e allungato, rendendo il maschio simile morfologicamente a quello dei Diaspini.
La neanide di prima età è lunga meno di un millimetro, con antenne composte da 6 articoli, rostro di un solo segmento e zampe piccole. Dal secondo stadio larvale le zampe spariscono e le antenne si riducono ad un tubercolo unisegmentato. Non ci sono sostanziali differenze morfologiche, fra i due sessi, nello stadio di neanide.
La pupa del maschio (quinto stadio giovanile) ha un corpo di forma ovoidale, lungo meno di un millimetro,  con zampe ben sviluppate e antenne di 5 segmenti. L'addome si prolunga posteriormente con due lunghi filamenti di cera.

## Biologia
La specie è infeudata alle palme del genere Phoenix, ma attacca prevalentemente la palma da datteri. Le cocciniglie si insediano nelle parti più giovani delle foglie e meno esposte, perciò si rinvengono di norma nei germogli e nella parte interna alla base delle foglioline che ancora aderiscono al rachide della foglia. Formano assembramenti individuabili dalla massa di cera che ricopre le colonie.
La specie è ovovivipara. Lo sviluppo postembrionale delle femmine si svolge in tre stadi di neanide, quello dei maschi in tre di neanide e due di ninfa (prepupa e pupa). Il ciclo biologico si svolge con diverse generazioni l'anno, con svernamento allo stadio di femmina adulta. Il ciclo di sviluppo di una generazione si completa, nei mesi più caldi, in circa 2 mesi.

## Danni
Gli attacchi da parte della cocciniglia si evidenziano con una clorosi fogliare, che progressivamente vira dal giallo al bianco. La palma subisce un indebilitamento che si ripercuote sulla produzione di datteri. Come effetto collaterale, in caso di attacchi intensi, si ha lo sviluppo della fumaggine sui depositi di melata. In genere gli attacchi non hanno effetto letale sulla palma da datteri, mentre può esserlo su altre specie, di interesse ornamentale.
Fattori che predispongono alle infestazioni sono gli ambienti asciutti e il fogliame denso.

## Distribuzione
La specie è diffusa nelle regioni tropicali e subtropicali dell'emisfero occidentale, con estensione fino alla regione orientale. È presente anche nell'Europa meridionale nell'areale delle palme; la sua presenza è citata nell'arcipelago di Madera, nelle isole Canarie, in Spagna e in Sicilia. L'area di origine è probabilmente il Nordafrica o il Medio Oriente. In Nordamerica fu rinvenuta da MARLATT nel 1890, mentre la presenza in Europa meridionale fu segnalata da Silvestri nel 1939. La presenza in Italia fu citata per la prima volta nel 1912 da Dilinger, ma non ci sono sufficienti elementi che si trattasse del P. marlatti.
In Italia è presente nelle regioni meridionali della penisola e nella già citata Sicilia. Non si hanno informazioni sulla sua presenza in Sardegna. Per il carattere ornamentale che riguarda la coltivazione delle palme in Italia, l'ambito di interesse della specie è il verde urbano, in ogni modo è ritenuta poco dannosa.

## Inquadramento sistematico
Il P. marlatti è stato in passato inquadrato da vari Autori in diverse famiglie (Halimococcidae, Diaspididae e Asterolecaniidae); solo a seguito di indagini di genetica molecolare, nel 1942, fu inquadrato per la prima volta nella famiglia Phoneicococcidae STICKNEY da Balachowsky.
In letteratura è citata anche l'esistenza di una seconda specie, Phoenicococcus cribriformes, rinvenuta in Brasile su Araucaria cribiformes. Questa specie non è tuttavia citata, attualmente, in altri lavori.